# San Benedetto del Tronto
San Benedetto del Tronto is een stad in de provincie Ascoli Piceno in de Italiaanse regio Marche. De badplaats is gelegen op enkele kilometers van de regionale grens van Marche en Abruzzen. Zeer belangrijk voor de plaatselijke economie is de visindustrie.
De stad, die vooral in de 20e eeuw flink is gegroeid, heeft een klein historisch centrum. Het belangrijkste monument van San Benedetto del Tronto is de 13de-eeuwse zeshoekige toren Torre dei Gualtieri. Aan de haven staat de vismarkt (Mercato Ittico) die tot de grootste van Italië gerekend mag worden.
Tot de gemeente San Benedetto del Tronto behoort ook de moderne badplaats Porto d'Ascoli. Deze ligt op het punt waar de rivier de Tronto in de Adriatische Zee uitmondt.

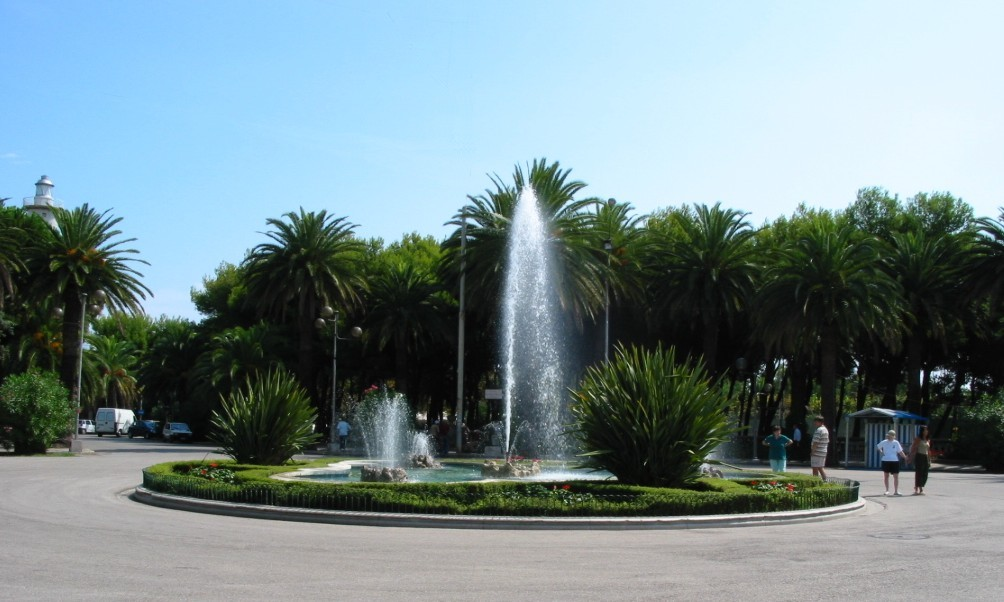
Fontein in San Benedetto del Tronto

## Sport
San Benedetto del Tronto is al jarenlang de aankomstplaats van de laatste etappe van de wielerkoers Tirreno-Adriatico. De wedstrijd wordt jaarlijks in maart verreden.